# ねり丸
ねり丸は、練馬区の公式アニメキャラクター。「アニメのまち 練馬区」を日本中・世界中に広くPRするため生まれた。
練馬区公式行事やイベントにも多く参加。また、原動機付自転車のナンバープレートや選挙投票済証などにもねり丸が描かれている。

## プロフィール
「アニメ・イチバンのまち 練馬区」を日本中・世界中に広くPRするため生まれた練馬区の公式アニメキャラクター。
「ねり丸」の名前は練馬の「ねり」と愛らしく丸みのある容姿に由来する。

ヒーローを自称しており、語尾に「ねり」を付けて喋る。

## 容姿
練馬区の特産品である「練馬大根」と、区名の「馬」がモチーフで、4つの、意味の込められた特徴を持つ。
1. 冒険家のようなゴーグル：どんな困難にも立ち向かっていくため
2. 頬の赤み：練馬の頭文字「N」がイメージされている
3. あたまのアンテナ：練馬の特色であるアニメを通して世界中に希望や未来を発信し、多くの情報を受信するため
4. ヒーローのようなマント：元気に未来へと飛び立つため

## アニメーション
「アニメのまち 練馬区」のPRのため、2011年11月19日より、ねり丸が活躍するアニメーションがYouTubeにアップロードされている。
- アニメーション制作：㈱スタジオコメット（1 - 18話）、一般社団法人 練馬アニメーション（19話 - ）
- 声優：美弥乃静（㈱ビックファイター・プロジェクト）

| 話数   | アップロード日 | 題名                                            |
| ------ | -------------- | ----------------------------------------------- |
| 第1話  | 2011年11月19日 | 登場編                                          |
| 第2話  | 2012年1月1日   | 質問編                                          |
| 第3話  | 2012年3月4日   | 修行編                                          |
| 第4話  | 2012年5月16日  | 日常編                                          |
| 第5話  | 2012年7月16日  | 夏休み編                                        |
| 第6話  | 2012年9月16日  | イベント編                                      |
| 第7話  | 2012年11月10日 | 日常編                                          |
| 第8話  | 2013年1月1日   | 質問編                                          |
| 第9話  | 2013年3月16日  | おでかけ編                                      |
| 第10話 | 2013年5月16日  | 紹介編                                          |
| 第11話 | 2013年7月16日  | ねり丸の夏休み                                  |
| 第12話 | 2013年9月17日  | 修行編〜スポーツでグルグル！？〜                |
| 第13話 | 2013年11月11日 | 質問編〜ねり丸をカキカキ！？〜                  |
| 第14話 | 2014年1月1日   | 紹介編〜たくあんでシワシワ!?〜                  |
| 第15話 | 2014年3月25日  | おでかけ編〜Coconeriはココネリ！？〜            |
| 第16話 | 2014年5月16日  | ねり丸の弱点                                    |
| 第17話 | 2014年7月18日  | 夏休み編〜公園でジャブジャブ！？〜              |
| 第18話 | 2014年9月16日  | キャベツ編〜シャキシャキでアツアツ！？〜        |
| 第19話 | 2017年3月27日  | クイズ篇〜練馬区のお誕生日ねり！〜              |
| 第20話 | 2017年3月27日  | 紹介編〜大江戸線延伸計画ねり！〜                |
| 第21話 | 2017年7月1日   | おでかけ編 〜ブルーベリー観光農園にいくねり！〜 |

## ねり丸の練馬とことこ案内
2018年3月15日より、「ねり丸の練馬とことこ案内」という企画が開始され、YouTubeにアップロードされている。
ねり丸が練馬区内の注目スポットを案内するというコンセプトで、AR技術を使用し、ねり丸による現地レポートを楽しむことができる。
| 回数  | アップロード日 | 題名                           |
| ----- | -------------- | ------------------------------ |
| 第1回 | 2018年3月15日  | 練馬区役所                     |
| 第2回 | 2018年3月22日  | 大泉アニメゲート               |
| 第3回 | 2018年3月30日  | Coconeri                       |
| 第4回 | 2019年3月26日  | 東映アニメーションミュージアム |
| 第5回 | 2019年3月28日  | 光が丘                         |

## イベント参加
練馬区各地で開催されるお祭りや、アニメカーニバルをはじめとし、公立小中学校で行われる餅つき大会や開校記念イベント等に多数参加し、区民とのふれあいを行なっている。
成人式にも登場し、他のキャラクター（ねりまのめいすいくん、など）と共に場を盛り上げる。

## その他
- 2012年7月より公式Twitterをスタートし、練馬区内のお出かけ情報や、アニメ関連情報、イベント出演情報などを紹介している[6]。
- 2013年のゆるキャラグランプリでは45位で、東京都23区のキャラクターの中ではトップの成績であった[7]。
- 2015年5月19日にはねり丸のLINEスタンプも発売されている[8]。
- 公式ホームページでねり丸デザインの年賀状をダウンロードすることができる[9]。
- 公式ホームページで、3択問題のクイズを行うことができ、5問のうち3問以上正解するとねり丸のペーパーフィギュアのデータを手に入れられる[10]。
- 2022年5月場所新十両の大相撲力士・栃丸正典の化粧廻しに取り入れられた[11]。

## ねり丸10周年記念
- 2021年3月に、ねり丸が誕生して10年を迎えたことを機に、10周年を記念した企画が開催された。
  - 2021年9月16日より、ねりまほっとラインでねり丸の特集番組が放映される。なお、YouTubeで視聴可能[12]。
  - 2021年9月21日18:55分より、大井競馬場で「ねり丸10周年記念賞」が開催された[13]。
  - 2021年10月28日から11月2日まで、区民・産業プラザにて、ねり丸10周年記念展示が行われた[12]。